# سويسرا الحديثة المبكرة

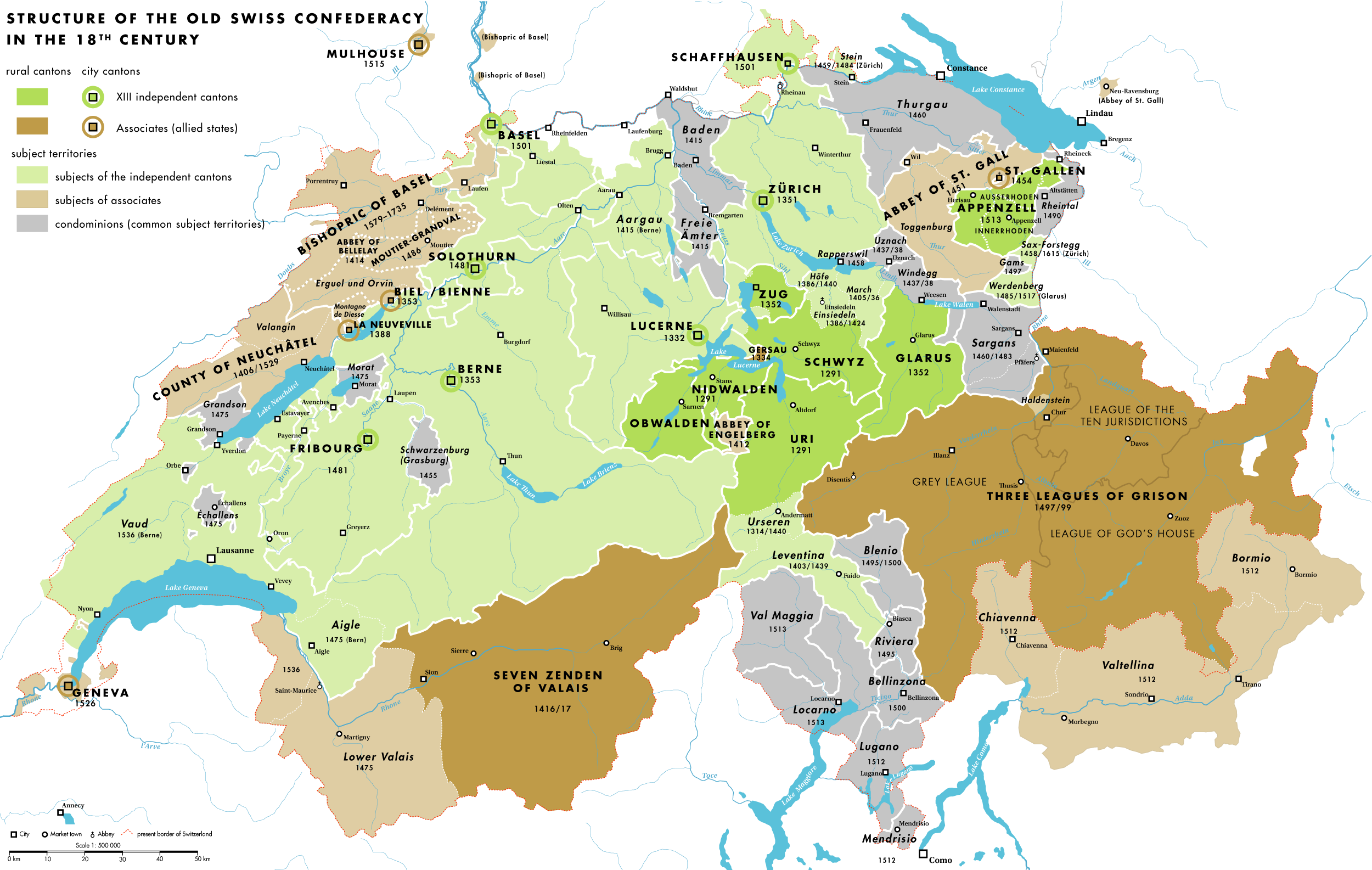
خريطة الكونفدرالية السويسرية في القرن الثامن عشر. الكانتونات العضوات باللون الأخضر، التشاركية باللون البني، التعاونية باللون الرمادي.

التاريخ الحديث المبكر للاتحاد السويسري القديم (بالألمانية: Eidgenossenschaft)، ويُدعى أيضًا «الجمهورية السويسرية» أو Republica Helvetiorum) يشمل الفترة الممتدة بين حرب الثلاثين عامًا (1618–1648) والغزو الفرنسي في 1798.
امتازت الفترة الحديثة المبكرة بطبقة حاكمة متزايدة الأرستقراطية وحكم الأقلية، وثورات دينية واقتصادية متواصلة. بعد انقضاء هذه الفترة -فيما بعد سويسرا النابليونية تحديدًا- صار يُشار إليها بـ«النظام القديم».
استمر ضعف التنظيم الاتحادي وشَلَله بسبب الانقسامات الدينية الناجمة عن الإصلاح السويسري. في تلك الفترة استقل الاتحاد استقلالًا رسميًا عن «الإمبراطورية الرومانية المقدسة» بدعم من فرنسا، وصارت علاقته بفرنسا وثيقة جدًا.
شهد العصر الحديث المبكر أيضًا ازدهار الأدب السويسري الفرنسي، وبعضًا من أبرز مؤلِّفي عصر التنوير، مثل رياضياتيِّـي عائلة برونولي، وليونهارت أويلر البازلي.

## اتحاد الكانتونات الثلاثة عشر
تألف الاتحاد السويسري القديم من: ثمانية كانتونات (بالألمانية: Acht Orte) في مراحله التوسعية بين 1352–1481، ومن 13 كانتونًا (بالألمانية: Dreizehnörtige Eidgenossenschaft، ومعناها الحرفي: اتحاد الأماكن الثلاثة عشر) من 1513 إلى انهياره في 1798.
من ثَم تُوافق الكانتونات الثلاثة عشر المناطق السيادية لسويسرا الحديثة المبكرة.
كانت الكانتونات مرتَّبة ترتيبًا ثابتًا بحسب الأسبقية: أولًا الكانتونات الثمانية القديمة الخاصة بـ«اتحاد الأماكن الثمانية» (بالألمانية: Bund der Acht Orte) منذ القرن الرابع عشر، ثم الكانتونات الخمسة التي انضمت بعد الحروب البرغندية. وفي هاتين المجموعتين كان ترتيب الكانتونات الحضرية الكبرى (المدنيّة، Städte بالألمانية) أعلى، وعلى رأسها زيورخ، لأنها كانت ضاحية الكانتونات الثمانية قبل الإصلاح السويسري. والترتيب الحديث (الذي يضع تسوغ بعد غلاروس، وبازل بعد سولوتورن) يشبه الترتيب بالأسبقية، لكن لا يطابقه تمامًا. كان ترتيب الأسبقية كما يلي:
1. زيوريخ، كانتون مدني، منذ 1351
2. برن، كانتون مدني، منذ 1353، منضم منذ 1323
3. لوتسيرن، كانتون مدني، منذ 1332
4. أوري، كانتون تأسيسي (ميثاق برونين 1315)
5. شفيتس، كانتون تأسيسي (ميثاق برونين 1315)
6. أونترفالدن، كانتون تأسيسي (ميثاق برونين 1315)[4]
7. تسوغ، كانتون مدني، منذ 1352
8. غلاروس، كانتون ريفي، منذ 1352
9. بازل، كانتون مدني، منذ 1501
10. فريبورغ، كانتون مدني، منذ 1481، منضم منذ 1454
11. سولوتورن، كانتون مدني، منذ 1481، منضم منذ 1353.[5]
12. شافهوزن، كانتون مدني، منذ 1501، منضم منذ 1454
13. أبنتسل، كانتون ريفي، منذ 1513، منضم منذ 1411

تألفت شعارات الاتحاد من «شعارات النبالة» الخاصة بالكانتونات الثلاثة عشر، مع إضافة رمز للوحدة أحيانًا: يدَيْن متشابكتين مثلًا، أو «الثور السويسري»، أو الاتحادات الثلاثة، أو رمز هيلفيتيا.

## حرب الثلاثين عامًا
أدى إصلاح سويسرا إلى انقسام الاتحاد السويسري القديم بين فئتَيْن متعاديتين، ومع ذلك ظلت سويسرا «واحة سلام وازدهار» نسبيًا (جريملسهاوزن)، في حين كانت حرب الثلاثين عامًا تُمزق أوروبا. وأما المدن، فجَثَمت وراقبت الدمار من بعيد، واستثمرت جمهورية زيورخ في نصب أحدث المتاريس حولها. وظفت الكانتونات مرتزقين كثيرين، وعقدت عدة تحالفات دفاعية مع جميع الأطراف. حيَّد بعض هذه الاتفاقات بعضًا، فأُتيح للاتحاد البقاء على الحياد. في «المعاهدة الدفاعية التي أُبرمت في ويل» في 1647 تحت انطباع أن السويديين تقدموا حتى بحيرة كونستانس في شتاء 1646/47، أعلن الاتحاد اتخاذ «موقف حيادي مسلَّح دائم»، فكانت البداية التاريخية للحياد السويسري، الذي أعاد «مؤتمر فيينا» تأكيده بعدئذ، والتزمته سويسرا أثناء حروب القرنين التاسع عشر والعشرين.

## معاهدة وستفاليا
بمعاهدة وستفاليا المبرَمة في 1648، استقل الاتحاد السويسري استقلالًا قانونيًا عن الإمبراطورية الرومانية المقدسة، وإن كان مستقلًا فعليًا منذ حرب شوابيا في 1499. بدعم من دوق أورليان -الذي كان أيضًا أمير نوشاتيل ورئيس الوفد الفرنسي- نجح يوهان رودولف فيتشتاين (عمدة بازل) في الحصول على إعفاء رسمي من الإمبراطورية لكل كانتونات الاتحاد وما انضم إليه.

## العلاقات الفرنسية
بعد حرب الثلاثين عامًا ازدادت قوة فرنسا في أوروبا، فلجأ إليها الاتحاد المستقل للتجارة والحماية. في 1663 أبرم الاتحاد مع فرنسا معاهدة جديدة، كفلت للمرتزقة السويسريين حقوقًا وحمايات معيّنة، إلى جانب تعهد فرنسا بالحياد في الصراعات الدينية السويسرية. لكن بسبب هذه المعاهدة لم تستطع سويسرا فعل شيء حين استحوذ لويس الرابع عشر على: ألزاس في 1648، وفرانش كونته في 1678 (خلال الحرب الفرنسية الهولندية)، وستراسبورغ في 1681. بعدما ألغى لويس الرابع عشر مرسوم نانت الذي كان يكفل حقوق البروتستانت، بدأت الكانتونات البروتستانتية تفضّل الخدمة العسكرية لصالح الهولنديين البروتستانت الذين كانوا في سلسلة حروب ضد قوى أوروبية عديدة، منها فرنسا.
بعد موت ماري دي نيمور (دوقة نيمور وأميرة نوشاتيل) في 1707، اضطُرت المدينة -التي كانت على حدود الاتحاد السويسري- إلى اختيار خليفة لِماري من بين 15 مُطالِبًا بالمنصب. رشح لويس الرابع عشر للمنصب عدة مُطالبين فرنسيين، لكن الكانتونات البروتستانتية السويسرية حضت نوشاتيل على اختيار فريدريك الأول، ملك بروسيا البروتستانتي. فاز من الاتحاد نصفه البروتستانتي، واختِير فريدريك الأول، الذي ادعى استحقاقه بطريقة معقدة بواسطة «عائلة أوراني - ناساو».

## الصراع والثورة
في «النظام القديم» ازدادت سلطة النبلاء السويسريين وصار حكمهم مطلَقًا تقريبًا. وأما بقية سكان الاتحاد، فانتفضوا وتصارعوا بسبب: فقدانهم للسلطة، وازدياد الضرائب، والصراعات الدينية، والصراعات التي كانت بين الريفيين والحضريين.
في حرب الثلاثين عامًا تجنب الاتحاد السويسري القتال، فساعد هذا على ازدهار اقتصاده، لأن جيرانه الذين أذتهم الحرب اشترَوا منه الطعام والمعدات. لكن بعد الحرب تعافى الاقتصاد الألماني، فقل الطلب على الصادرات السويسرية.